# Paradoks hydrodynamiczny
Paradoks hydrodynamiczny – paradoks związany z dynamiką płynów. Jeżeli w naczyniu, przez którą przepływa płyn (ciecz lub gaz), występuje zwężenie, to (zgodnie z doświadczeniem i teorią) w zwężeniu ciśnienie statyczne jest niższe niż przed i za zwężeniem, co wydaje się niezgodne z intuicją.
Błąd w potocznym rozumowaniu polega na założeniu, że płyn w zwężeniu zmniejsza swoją objętość proporcjonalnie do zmiany przekroju rury i tym samym powinno wzrastać ciśnienie. Jest jednak inaczej. Ściśliwość w wypadku małych prędkości (w stosunku do prędkości dźwięku w ośrodku) prawie nie występuje (nawet dla gazów). Płyn „radzi sobie” ze zwężeniem zwiększając prędkość przepływu. Oznacza to, że elementy płynu w obszarze początku zwężenia przyspieszają, natomiast w obszarze końca zwężenia zwalniają. Zmiana prędkości możliwa jest tylko poprzez działanie sił wewnątrz płynu, które wywołuje właśnie zmiana ciśnienia (ściślej: gradient ciśnienia).
Upraszczając: zmniejszone ciśnienie w zwężce „zasysa” płyn sprzed zwężki przyspieszając go i „zasysa” go ponownie, kiedy opuszcza zwężkę spowalniając.
Precyzyjniej można opisać tę sytuację przy pomocy równania Bernoulliego.